# Rafael Caro Quintero
Artikeln följer den spanska namnseden; faderns efternamn är Caro och moderns efternamn Quintero.

Rafael Caro Quintero efterlyst av den amerikanska federala polisen Federal Bureau of Investigation (FBI) år 2018.

Rafael Caro Quintero, går under smeknamnet Narco de narcos, född 24 oktober 1952 i Badiraguato i Sinaloa, är en mexikansk före detta knarkkung. Han ledde, tillsammans med Miguel Ángel Félix Gallardo och Ernesto Fonseca Carrillo, brottssyndikatet Cártel de Guadalajara mellan 1980 och 1989. Cártel de Guadalajara var den dominanta drogkartellen i Mexiko som förde in först marijuana och sen senare annan narkotika som bland annat kokain in till USA, när bundsförvanten Félix Gallardo kom i kontakt med de colombianska kartellerna Calikartellen och Medellínkartellen via honduranen Juan Matta-Ballesteros.
Han har en bakgrund med att arbeta med boskap, vara lastbilschaufför och odla bönor och majs. Till slut tröttnade han och började istället odla marijuana i granndelstaten Chihuahua. I senare skede kom Caro Quintero i kontakt med knarkkungen Pedro Avilés Pérez och dennes smugglingsorganisation. Han gick med och där träffade han på Félix Gallardo och Fonseca Carrillo. Den 15 september 1978 blev Avilés Pérez skjuten till döds av mexikanska federala poliser i staden Culiacán. Caro Quintero gick ihop med de nämnda och 1980 grundade de Cártel de Guadalajara.
1984 fick den amerikanska narkotikapolisen United States Drug Enforcement Administration (DEA) information om att Cártel de Guadalajara hade ett plantage i delstaten Chihuahua och som gick under namnet Rancho El Búfalo. Den var mer än 1 000 hektar stor och där de odlade årligen marijuana till ett dåtida värde av åtta miljarder dollar och kunde förse hela den amerikanska narkotikamarknaden med marijuana. DEA, mexikanska federala poliser och den mexikanska armén drog igång en operation, ledd av DEA-agenten Enrique "Kiki" Camarena, och de slog till mot Rancho El Búfalo och förstörde nästan 11 000 ton marijuana till ett värde på 2,5 miljarder dollar. Det gick svallvågor inom drogkartellen och man utlyste hämnd. Caro Quintero var ursinnig och beordrade om att Camarena skulle mördas. Den 30 januari 1985 trodde man att man hade fått tag på Camarena på en restaurang i Guadalajara när de kidnappade två personer, en amerikansk journalist vid namn John Clay Walker och en amerikan med mexikansk påbrå vid namn Alberto eller Albert Radelat. De två förhördes och utsattes av tortyr. Kartellen insåg att det var inte Camarena som de hade kidnappat. Både Walker och Radelat hittades senare nedgrävda i en park i Zapopan, Radelat hade varit vid liv när det skedde. Den 7 februari fann de Camarena och kidnappade honom och utsatte Camarena för ohygglig tortyr och hölls i liv i mer än 30 timmar via läkemedel. Samma öde gick piloten, som flög Camarenas helikopter, Alfredo Zavala Avelar till mötes. När kropparna återfanns drog USA igång en av de största operationerna som amerikansk rättsväsende har gjort i syfte att hitta gärningsmännen och det tog inte långt tid innan de kunde identifiera individer som bland andra Caro Quintero som var delaktiga i detta. Kort därpå lämnade Caro Quintero Mexiko och flydde till sin lyxvilla i Costa Rica, som låg i närheten av Juan Santamarías internationella flygplats. Den 5 april slog costaricanska myndigheter till mot lyxvillan och arresterade Caro Quintero på begäran av USA. Han dömdes till 40 år i fängelse. Den 9 augusti 2013 beordrade en mexikansk domstol att Caro Quintero skulle släppas omedelbart eftersom domen mot honom var ogiltig på grund av att morddomar ska avgöras i delstatliga domstolar och ej i federala. USA var rasande över beskedet och ordväxling utbröt mellan länderna. I juli 2016 hävdade källor inom den mexikanska regeringen och den mexikanska militären att Caro Quintero hade anslutit sig till Cártel de los Beltrán Leyva, ett brottssyndikat som var en del av Cártel de Sinaloa men 2008 gick de skilda vägar och blev fiender. Senare under den månaden gick Caro Quintero ut i en intervju med tidningen Proceso och hävdade att han var färdig med sitt kriminella liv och avfärdade ryktena. I april 2018 sattes Caro Quintero upp på FBI Ten Most Wanted Fugitives av Federal Bureau of Investigation (FBI) och utfäste en belöning på 20 miljoner dollar för den som kan ge avgörande tips om vart Caro Quintero befinner sig.
2013 avslöjade borgmästaren för Caro Quinteros hemkommun Badiraguato, att Caro Quintero själv betalade dels en 40 kilometer lång motorväg, som kopplade kommunen ihop med resten av Mexiko, och dels att kommunen fick elektricitet. Borgmästaren sa att det kunde ta flera dagar för att ta sig till Badiraguato innan motorvägen anlades.
Han är äldre bror till Miguel Caro Quintero, som ledde ett annat brottssyndikat i Cártel de Sonora under många år.